# Buran Woroneż
Buran Woroneż (ros. Буран Воронеж) – rosyjski klub hokeja na lodzie z siedzibą w Woroneżu.

## Historia
Dotychczasowe nazwy
- Buran Woroneż (1977–1996)
- HK Woroneż (1996–2006)
- HK Buran Woroneż (2006–)

Buran założono w 1977. Do 2012 występował w rozgrywkach RHL. Od 2012 klub przyjęto do rozgrywek WHL. Drużynami juniorskimi są MHK Buran występująca w MHL i MHK Rossosz w MHL-B.
W przeszłości Buran funkcjonował jako klub farmerski dla Spartaka Moskwa. Od 2013 pełnił tę rolę dla Atłanta Mytiszczi.
W czerwcu 2015 szkoleniowcem został Aleksandr Titow. W marcu 2021 nowym trenerem został wyznaczony Michaił Biriukow. Głównym trenerem zostawał Michaił Biriukow od października 2019 do maja 2020, ponownie od listopada 2020 i od marca 2021. W sierpniu 2021 do sztabu wszedł Aleksiej Piepielajew. We wrześniu 2022 Biriukow odszedł ze stanowiska, a jego miejsce zajął Anatolij Jemielin, który odszedł ze stanowiska w grudniu tego roku. W kwietniu 2023 nowym szkoleniowcem został Albiert Łoginow.

## Sukcesy
- Srebrny medal RHL: 2012
- Srebrny medal WHL: 2013

## Zawodnicy i trenerzy
Trenerem w klubie był Walerij Woronin.

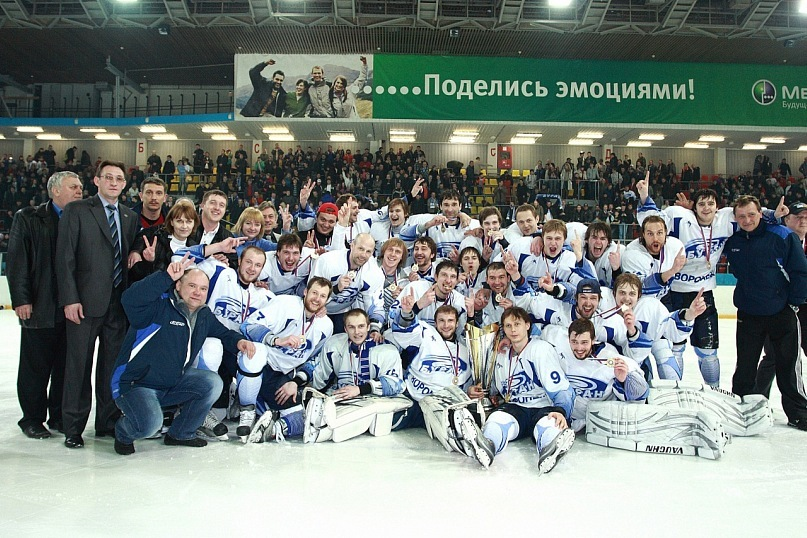
Zawodnicy klubu (2011)